# Patricia Margaret Selkirk

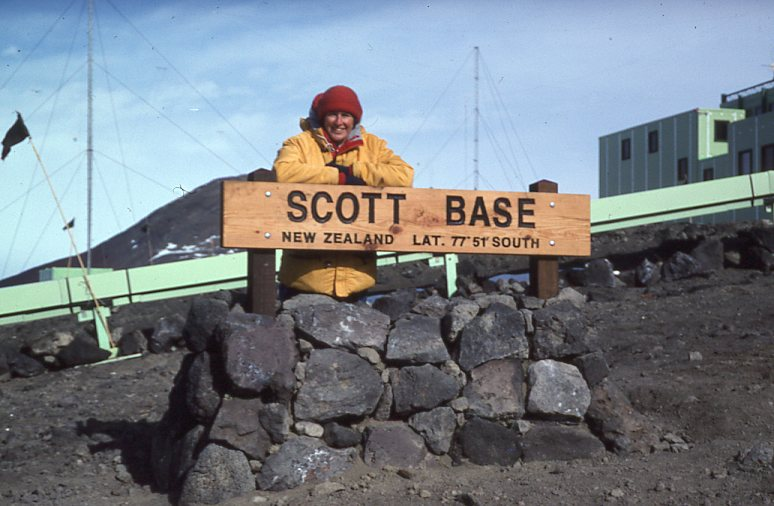
Patricia Selkirk auf der Scott Base in der Antarktis

 Patricia Margaret Selkirk, AC, AAM (* 1942 in Newcastle (New South Wales), Australien) ist eine australische Biologin und Ökologin. Sie war seit 1978 Mitglied von 17 Antarktisexpeditionen und verbrachte insgesamt 25 Monate in der Antarktis und Subantarktis, insbesondere auf der Macquarieinsel.

## Leben
Selkirk wurde als Patricia Margaret Connell als die älteste von drei Töchtern von der Lehrerin Margaret Lloyd Peck und dem Lehrstuhlinhaber für Pädagogik an der University of Sydney, William Fraser Connell (OBE), geboren. Ihre Schwester ist die Soziologin Raewyn Connell. Sie heiratete den Antarktis-Biologen, Historiker und Autor Herbert Dartnall, mit dem sie zwei Töchter bekam.
Selkirk studierte an der Narrabeen Girls’ High School und dem Women’s College der Universität Sydney, wo sie 1964 einen Bachelor of Science erhielt und 1969 promovierte. Sie arbeitete als Senior Lecturer sowohl an der Universität Sydney als auch an der Macquarie University, wo sie im Open-University-Modus lehrte.

## Forschung in der Antarktis
Von 1979 bis 2005 nahm sie an 18 Exkursionen zu den antarktischen und subantarktischen Inseln mit australischen, französischen und neuseeländischen Polarexpeditionen teil, darunter die Macquarieinsel, die Heard und McDonaldinseln, die Kerguelen, die Windmill-Inseln und die McMurdo Dry Valleys in der Antarktis. 1983 war sie die erste Frau, die während ihrer Forschung auf der Casey Station in der Antarktis lebte.
Selkirk war auch eine der ersten Wissenschaftlerinnen, die viel Zeit mit Feldforschung auf der Macquarieinsel verbrachte. Selkirk und ihre Kollegen stellten fest, dass die Macquarieinsel aufgrund der geringen Höhe der Insel während des letzten glazialen Maximums nicht signifikant vergletschert war. Sie berechneten auch die Auftriebsraten für die Insel und berechneten, dass die Insel vor etwa 700.000 bis 600.000 Jahren zum ersten Mal über dem Ozean auftauchte. In der Antarktis waren sie in Zusammenarbeit mit Rod Seppelt maßgeblich daran beteiligt, die Bedeutung der Moosbeete zu erkennen und das Gebiet als SSSI (Site of Special Scientific Interest) zu etablieren, welches heute als besonders geschütztes Gebiet der Antarktis bekannt ist.
Selkirk veröffentlichte mehr als 80 Artikel zu einem breiten Spektrum antarktischer Themen, darunter Geomorphologie auf Landschaftsebene, Vegetationsgeschichte und Palynologie sowie Studien zur Pflanzenreproduktion und -genetik, insbesondere bei Moosen.

## Mitgliedschaft
- Antarctic Scientific Advisory Committee (1995–2001)
- Australian National Committee for Antarctic Research (ANCAR) der Australian Academy of Science
- Antarctic Research Evaluation Group (AREG)

## Ehrungen
- 2004: Australian Antarctic Medal[3]
- 2017: Alumni Award for Professional Achievement, University of Sydney[4]
- 2018: Phillip Law Medal[5]
- 2022: Companion des Order of Australia[6]
- Honorary Fellow der Macquarie University
- Selkirk Creek, ein Fluss auf der Macquarie-Insel, wurde nach Patricia Selkirk benannt

## Veröffentlichungen (Auswahl)
- mit R.D. Seppelt, D.R. Selkirk: Subantarctic Macquarie Island: Environment and Biology. Cambridge University Press, 1990, ISBN 978-0-521-26633-8.